# Diarhabdosia rosea
Diarhabdosia rosea är en fjärilsart som beskrevs av Max Wilhelm Karl Draudt 1919. Diarhabdosia rosea ingår i släktet Diarhabdosia och familjen björnspinnare. Inga underarter finns listade i Catalogue of Life.